# 유대 요리

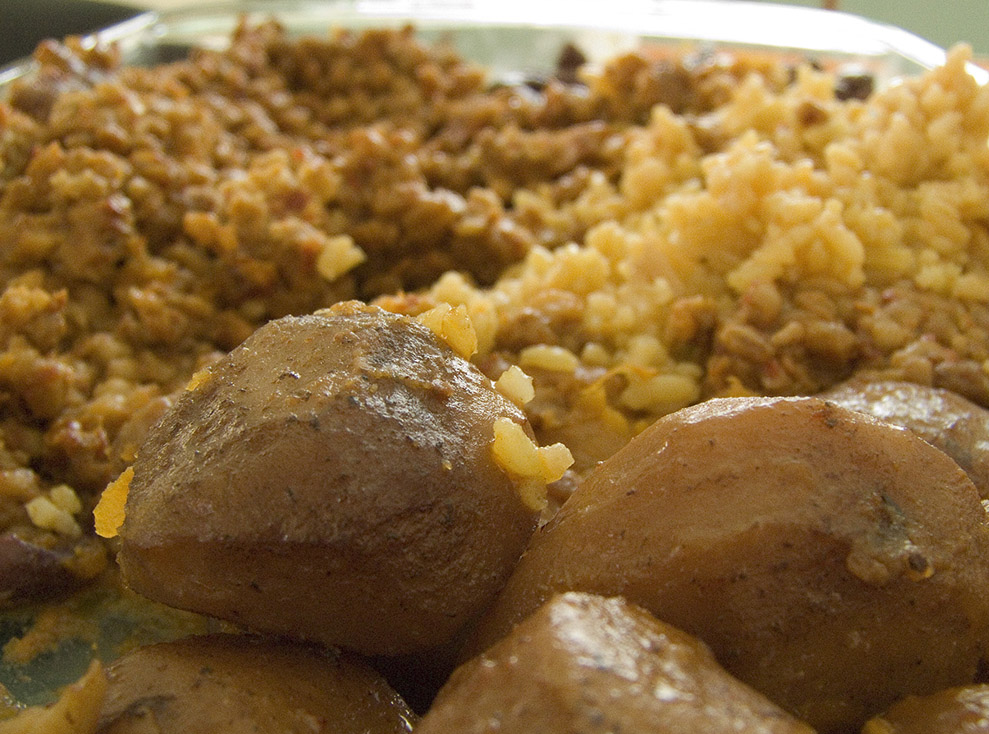
하민

유대 요리(Judea料理)는 유대인의 요리이다. 유대교의 음식에 관한 율법인 카슈루트를 따르는 카셰르 음식인 경우가 많으며, 이스라엘 요리뿐만 아니라 아슈케나즈, 스파라드, 미즈라흐 유대인 디아스포라 요리들을 포함한다.
유대 요리의 역사는 고대 이스라엘 사람들의 요리에서 시작된다. 유대인 디아스포라가 성장함에 따라 다양한 스타일의 유대인 요리가 개발되었다. 유태인 요리의 독특한 스타일은 아슈케나지, 세파르디 및 미즈라히 디아스포라 그룹에 걸쳐 각 공동체마다 다르다. 그리스, 이란, 예멘에서 온 독립형 유대인 디아스포라 공동체의 요리 전통 내에서도 주목할만한 요리가 있다.
1948년 이스라엘 건국 이후, 특히 1970년대 후반부터 초기 이스라엘 "퓨전 요리"가 개발되었다. 이스라엘 요리는 유대인 디아스포라의 많은 요리 전통에서 다양한 요소, 혼합된 기법 및 재료를 채택했다.

## 같이 보기
- 이스라엘 요리